# Leon Cienkowski

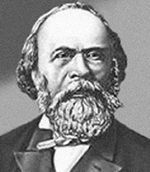
Leon Cienkowski

Leon Cienkowski (ur. 1 października lub 12 października 1822 w Warszawie, zm. 7 października lub 8 października 1887 w Lipsku) – polski mikrobiolog, botanik, bakteriolog oraz podróżnik. 

## Życiorys
Po ukończeniu w Warszawie gimnazjum otrzymał od komisji przy warszawskim okręgu naukowym stypendium pozwalające na podjęcie studiów na Uniwersytecie w Petersburgu. Studiował na wydziale matematyczno-fizycznym. W 1844 roku otrzymał tytuł kandydata nauk przyrodniczych. W 1846 roku po obronie pracy poświęconej historii rozwoju roślin szyszkowatych otrzymał tytuł magistra botaniki.
W 1847 roku na zaproszenie Rosyjskiego Towarzystwa Geograficznego wziął udział w wyprawie do Afryki (towarzyszył pułkownikowi Kowalskiemu), podczas której zbiera okazy dla Cesarskiej Akademii Nauk. Po powrocie w latach 1851-55 pracował jako nauczyciel zoologii, botaniki i mineralogii w Liceum Demidowskim w Jarosławiu. W 1855 został powołany na katedrę botaniki uniwersytetu w Petersburgu, gdzie rok później otrzymał stopień doktora nauk przyrodniczych. W 1859 roku wyjechał za granicę na roczny urlop, ale już nie wrócił na uniwersytet. Mieszkał w Nicei, Berlinie i Dreźnie. Potem pracował na Uniwersytecie Noworosyjskim w Odessie oraz na Uniwersytecie Charkowskim. Był pionierem algologii oraz mikrobiologii w Imperium Rosyjskim. 
W latach 1847–1848 odbył ekspedycję naukową do Egiptu oraz do Sudanu. Brał wówczas udział w badaniach przyrodniczych prowadzonych przez Cesarskie Towarzystwo Geologiczne w Petersburgu.

## Wybrane ważniejsze prace
- Nieskolko faktow iz istorii razwitija chwojnych rastienij (rozprawa doktorska obroniona w 1846 roku, tłum. Kilka faktów z historii rozwoju roślin jodełkowych)
- O nizszych wodoroslach i infuzorijach (1856, tłum. O glonach i wymoczkach)
- Zur Morphologie der Bacterien (1877)
- Mikroorganizmy (1882)